# Hermann Knoblauch
Karl Hermann Knoblauch (Berlim, 11 de abril de 1820 – Baden-Baden, 30 de junho de 1895) foi um físico alemão.
É conhecido por suas investigações sobre o calor radiante. Foi um dos seis fundadores da Deutsche Physikalische Gesellschaft em Berlim, em 14 de janeiro de 1845.
O pai de Knoblauch foi um bem estabelecido fabricante de tecidos de seda em Berlim. Apesar da pressão de seu pai para ele participar dos negócios familiares, Knoblauch optou por estudar matemática e ciências na Universidade Humboldt de Berlim. Lá tornou-se um dos mais destacados alunos do laboratório de Heinrich Gustav Magnus. Em sua tese de doutorado, comcluida em Berlim em 1847, descreveu experimentos fundamentais que estabeleceram algumas das propriedades ópticas da radiação térmica (também conhecida como radiação infravermelha). Em um artigo descrevendo estes experimentos Knoblauch escreveu que fatos experimentais são "as únicas coisas permanentes em ciência", enquanto modelos abstratos são "transitórios" e devem ser tratados com precaução e mantidos separados de fatos, ponto de vista também seguido por Magnus.
Como pesquisador e professor na Universidade de Marburg, de 1849 a 1853, produziu demonstrações experimentais fundamentais sobre a natureza do diamagnetismo. John Tyndall foi aluno e colaborador de Knoblauch no trabalho sobre diamagnetismo, e mantiveram correspondência durante vinte e cinco anos.
Knoblauch mudou-se para a Universidade de Halle-Wittenberg em 1853, onde permaneceu o resto de sua carreira. Durante os primeiros anos em Halle nada publicou. Mais tarde suas publicações não foram mais tão frequentes quanto haviam sido antes de sua mudança para Halle. Durante seus anos em Halle, além de professor e pesquisador, desempenhou várias funções administrativas na ciência da Alemanha, tendo sido presidente da Academia Leopoldina de 1878 a 1895. Também foi reitor da Universidade de Halle-Wittenberg por algum tempo.